# Hudstrykning
Hudstrykning var tidigare ett straff som kunde utdömas av häradsrätt bland annat vid konstaterat hor.
I allmänhet utdömdes böter men om den dömde inte kunde betala utdömdes ibland fängelse ibland hudstrykning.
Soldaten Anders Simonsson låg ute i krigen i Tyskland och hustrun Ingrid Karlsdotter var ensam hemma. Det bar sig inte bättre än att Ingrid födde tvillingar. Eftersom hennes man levat när hon begått detta lägersmål hade hon bedrivit enfalt hor. Hon förmådde inte betala penningböter och därför dömdes  horkonan Ingrid att för tingshusdörren hudstrykas. Detta skulle ske genast men den närvarande allmogen kunde inte förmås att slå horkonan. Rätten ålade därför länsmannen att anställa detta på eget ansvar. Hudstrykning innebar att sitta vid tingshusdörren med bar rygg och slås blodig genom att alla som skulle gå ut skulle ge henne ett eller ett par slag över ryggen.